# Gollum attenuatus
Espèce
Répartition géographique
Statut de conservation UICN

 LC  : Préoccupation mineure
Gollum attenuatus ou Requin-chat gollum est un requin de la famille des Pseudotriakidae [image souhaitée]. C'est une espèce du genre Gollum.
Vit dans le Pacifique ouest, au sud de la Nouvelle-Zélande; de 120 à 660 mètres de fond et dans des eaux à environ 10 °C. Il atteint parfois 1,10 mètre de long.

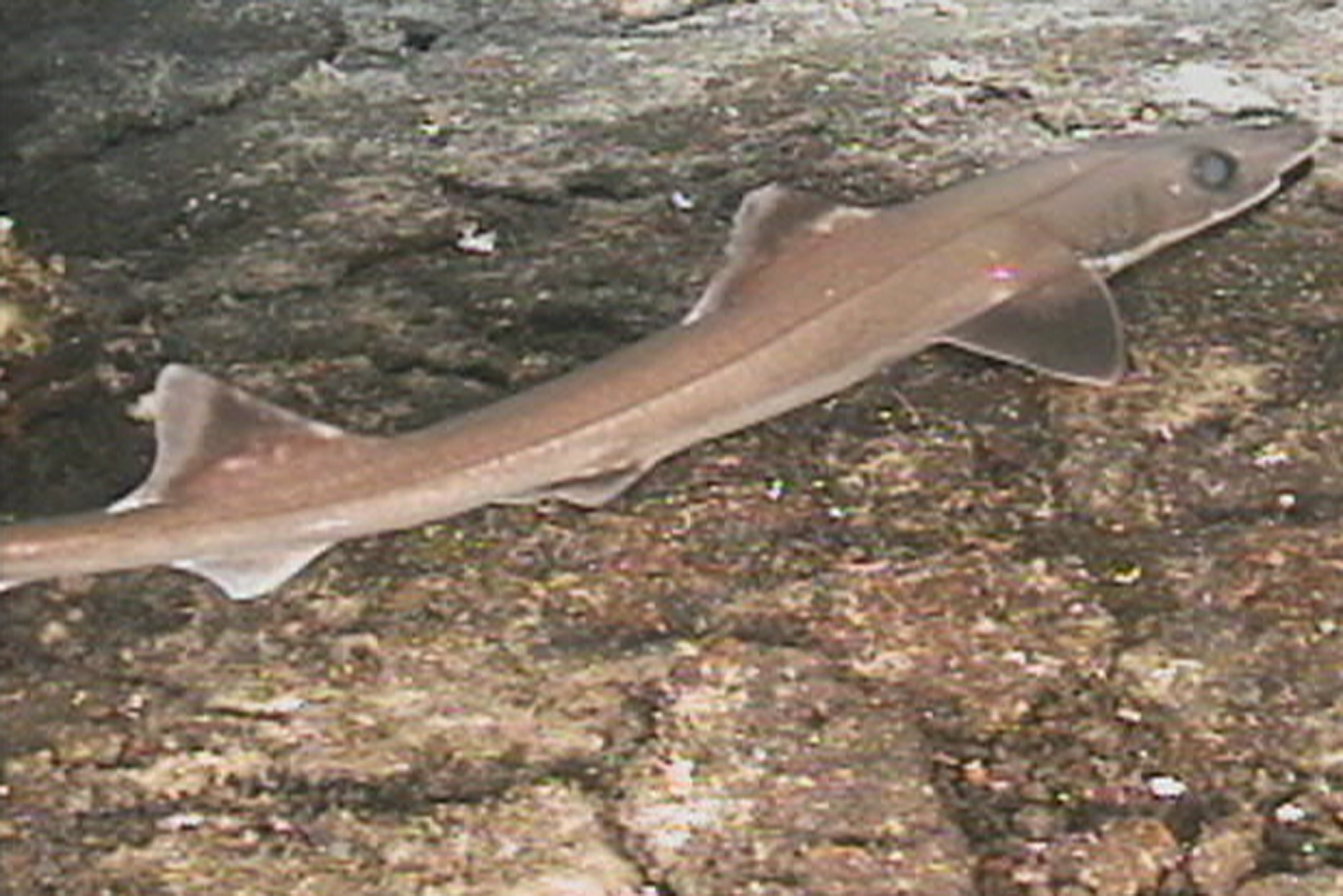
Gollum attenuatus

## Référence
- Garrick, 1954 : Studies on New Zealand Elasmobranchii. Part III. A new species of Triakis (Selachii) from New Zealand. Transactions of the Royal Society of New Zealand 82-3 p. 695-702. Texte original
- Compagno, 1973 : Ctenacis and Gollum, two new genera of sharks (Selachii; Carcharhinidae). Proceedings of the California Academy of Sciences (Series 4) 39-14 p. 257-272.